# 白鳩 (雑誌)
『白鳩』（しろはと）は、生長の家の一般向けの雑誌（「普及誌」と称される）。1936年（昭和11年）3月創刊。

## 概要
1936年2月1日、生長の家は教団の婦人部を発展させ、「白鳩会（しろはとかい）」を結成した。同年3月7日、創始者の谷口雅春の妻の谷口輝子の誕生日に合わせて、雑誌『白鳩』創刊号を発行した。
発行部数90万部（1998年（平成10年）現在）。主な対象は40歳以上の中・高年女性。題目は「心と心をつなぐ女性の生き方マガジン」。日本教文社から毎月15日に発行される。
創刊初期は歌人・出版人として著名な西村陽吉が編集を担当していたこともあり、与謝野晶子や柳原白蓮といった高名な歌人が寄稿することがあった。
2006年現在、毎月生長の家副総裁谷口雅宣の「小閑雑感」や信徒の体験談や生長の家の講師の話、相談コーナー等が載せらせる。また帝塚山学院大学教授・精神科医の小田晋の寄稿文など、様々な連載がある。また韓国人評論家の呉善花拓殖大学教授から寄稿されたこともあった。尚、生長の家の雑誌のサイズは現在はB5だがかつてはその半分のB6だった。時々、個別ポスティングで無料配布される事もある（「贈呈」のスタンプが捺されている）。